# Ernst Feigl
Ernst Feigl, ab 1945 Arnošt Feigl (* 5. Juni 1887 in Prag, Österreich-Ungarn; † 2. Januar 1957 ebenda) war ein deutschsprachiger tschechoslowakischer Literat und Gerichtsreporter.

## Leben
Ernst Feigls Vater Josef Feigl war ein zugezogener jüdischer Armenadvokat in Prag, der in kleinen Verhältnissen lebte und 1907 verstarb. Ernst und seine Brüder Karl (1882–1942), Friedrich (1884–1965) und Hugo (1889–1961) wuchsen in der Prager Altstadt auf. Sie besuchten das Altstädter Gymnasium, und Karl war dort Klassenkamerad von Franz Kafka. Die Familie verleugnete nicht die jüdische Herkunft, die Mutter war im Prager Ghetto aufgewachsen, aber sie praktizierte keine religiösen Gebräuche. Die Familienmitglieder waren zwar auch des Tschechischen kundig, sprachen zu Hause aber stets Deutsch.
Ernst Feigls erste veröffentlichte literarische Versuche waren die drei Gedichte Vor dem Einschlafen, Mir selber und Der Schlaflose  in der Zeitschrift Saturn. Der 1909 veröffentlichte Novellenband Unselige Seligkeiten stammt von einem anderen Ernst Feigl.
Feigl war wegen seiner starken Kurzsichtigkeit für den Kriegsdienst im Ersten Weltkrieg untauglich. Er wurde Redakteur bei der tschechisch eingestellten Zeitung Union und vertrat pazifistische Positionen. Feigl besuchte 1915 mehrfach Kafka, der sich für die Publikation eines Gedichtbandes Feigls beim Verleger Kurt Wolff und dessen Vertreter Georg Heinrich Meyer einsetzte. Das Projekt versandete, und Feigl publizierte einige wenige Gedichte daraus im Prager Tagblatt. 1917 rezitierte er eigene Gedichte und Szenen aus seinem entstehenden Don-Juan-Drama im zionistischen Klub jüdischer Frauen und Mädchen in Prag. Das Stück Don Juan selbst blieb in einem riesigen Konvolut ein Fragment, aus dem nur kleine Teile veröffentlicht wurden. 1920 konnte er am Deutschen Landestheater in Prag einen Reigen von vier Kammerspielen unter dem Titel Fremde in der Inszenierung von Georg Wilhelm Pabst auf die Bühne bringen.
Feigl heiratete 1919 Auguste Antony (1894–1965) und erhielt eine Redakteursstelle beim Prager Tagblatt, bei dem er – unter Pseudonym – auch Glossen fürs Feuilleton schrieb, sich aber vor allem als Gerichtsreporter etablierte. Er blieb dies bis zur deutschen Besetzung der Tschechoslowakei im März 1939, als die Zeitung verboten und er arbeitslos wurde. Fortan musste der Arbeitslohn seiner Frau für beide reichen.
Sein Bruder Karl und dessen Familie wurden Opfer des Holocaust, ebenfalls wurden seine Schwestern Irene (1880–1942) und Kamilla (1885–1942) deportiert und ermordet. Sein Freund Georg Mannheimer wurde im Konzentrationslager Dachau von den Deutschen umgebracht. Er selbst überstand die Verfolgungen in Prag, wahrscheinlich weil er in einer „privilegierten Mischehe“ lebte und seine Frau um sein Überleben kämpfte, allerdings nur als gesundheitlich gebrochener Mensch. Dazu kam die zunehmende Erblindung, die ihm seine literarischen Vorhaben erschwerte und verunmöglichte. Nach der Befreiung legte er die deutsche Sprache ab; er nannte sich jetzt Arnošt Feigl. Seine literarischen Manuskripte, für die er aber keine Form, keinen Abschluss und auch keinen Herausgeber mehr fand, schrieb er weiterhin auf Deutsch.
Feigls Urne ist auf dem Neuen Jüdischen Friedhof in der Nähe des Grabs von Emil Utitz bestattet.

## Werke
- Ernst Feigl: Drei Gedichte. In: Saturn 3/10 (1913), S. 291f.
- Dieter Sudhoff: Werkauswahl Ernst Feigl. In: Hartmut Binder (Hrsg.): Prager Profile: vergessene Autoren im Schatten Kafkas. Mann, Berlin 1991 S. 357–414.